# Emin Bey
Emin Bey (* 1. Januar 1893 in Istanbul; † unbekannt) war ein türkischer Fußballspieler. Er befand sich im ersten Länderspiel der Türkischen Nationalmannschaft in der Startformation.

## Karriere

### Vereine
Die Karriere und das Leben Emin Beys ist weitestgehend unbekannt. Um 1920 trat er vermutlich dem damals sehr populären Verein Altınordu İdman Yurdu bei. Dieser Verein wurde 1909 im Istanbuler Stadtteil Kadıköy, dem Heimatbezirk von Fenerbahçe Istanbul, seitens früherer Mitglieder von Galatasaray Istanbul, gegründet. Diese Neugründung etablierte sich in kürzester Zeit als ein großer Rivale Fenerbahçes und wurde in den Spielzeiten 1916/17 und 1917/18 Meister der İstanbul Cuma Ligi (dt. Istanbuler Freitagsliga), der damals renommiertesten Liga des Landes. Bey tat sich besonders in der Saison 1922/23 bei diesem Verein hervor und beendete die Freitagsliga mit seinem Verein als Vizemeister. 

### Nationalmannschaft
Bey kam im ersten Spiel der Türkischen Nationalmannschaft zu seinem ersten und einzigen Länderspieleinsatz. In der Partie gegen die Rumänische Nationalmannschaft befand er sich in der Startelf und spielte über die volle Spielzeit.

## Tod
Der genaue Todeszeitpunkt von Emin Bey blieb zwar undokumentiert, allerdings existieren Zeitungsartikel, in denen er als verstorben Erwähnung findet.